# Biskamscha
Biskamscha (russisch Бискамжа́) ist eine Siedlung städtischen Typs in der Republik Chakassien (Russland) mit 1267 Einwohnern (Stand 14. Oktober 2010).

## Geografie
Der Ort liegt in Südsibirien, im westlichen Zentralteil Chakassiens im dort Mittelgebirgscharakter tragenden und von Taiga bedeckten Abakangebirge, gut 130 Kilometer Luftlinie westsüdwestlich der Republikhauptstadt Abakan. Er befindet sich im Bereich der Mündung des gleichnamigen Flüsschens Biskamscha in den Tusachsug, der wiederum wenige Kilometer nordwestlich in den Oberlauf des Flusses Tom mündet.
Biskamscha gehört zum Rajon Askis und ist von dessen Verwaltungssitz Askis etwa 75 Kilometer in westnordwestlicher Richtung entfernt.

## Geschichte
Der Ort entstand im Zusammenhang mit dem Bau des Abschnitts Nowokusnezk – Abakan der Südsibirischen Eisenbahn im Jahr 1953 und erhielt seinen Namen nach dem Fluss. Nach der Fertigstellung des Streckenabschnitts und Eröffnung der Bahnstation erhielt Biskamscha 1961 den Status einer Siedlung städtischen Typs.

### Bevölkerungsentwicklung
| Jahr | Einwohner |
| ---- | --------- |
| 1970 | 2953      |
| 1979 | 2074      |
| 1989 | 1876      |
| 2002 | 1990      |
| 2010 | 1267      |

Anmerkung: Volkszählungsdaten

## Verkehr
Die meisten Einwohner der Siedlung sind bei der Eisenbahn beschäftigt. Der durch Biskamscha (Streckenkilometer 205) führende Abschnitt der Südsibirischen Eisenbahn von Nowokusnezk nach Abakan wurde 1959 eröffnet und 1964 mit 25 kV 50 Hz Wechselstrom elektrifiziern. Hier zweigt eine 24 km lange Nebenstrecke ins Bergbauzentrum Werschina Tjoi (Station Tjoja) ab, die 1965 eröffnet und bis 1969 elektrifiziert wurde. Einige Kilometer östlich von Biskamscha unterquert die Hauptstrecke nach Abakan den Hauptkamm des Abakangebirges durch einen 2400 m langen Tunnel.
Straßenverbindung besteht über einen Pass entlang der Eisenbahnnebenstrecke in Richtung Werschina Tjoi und von dort hinab ins Tal des Tom in Richtung Nowokusnezk in der benachbarten Oblast Kemerowo.